# Tunesien ved sommer-OL 2016
Tunesien deltog ved Sommer-OL 2016 i Rio de Janeiro som blev arrangeret i perioden 5. august til 21. august 2016. 

## Medaljer
| 2016 Rio de Janeiro | Guld | Sølv | Bronze | Total |
| Tunesien            | 0    | 0    | 3      | 3     |

### Medaljevinderne
| Tunesien under sommer-OL 2016 i Rio de Janeiro | Tunesien under sommer-OL 2016 i Rio de Janeiro | Tunesien under sommer-OL 2016 i Rio de Janeiro | Tunesien under sommer-OL 2016 i Rio de Janeiro | Tunesien under sommer-OL 2016 i Rio de Janeiro |
| Medalje                                        | Navn                                           | Sport                                          | Event                                          | Dato                                           |
| ---------------------------------------------- | ---------------------------------------------- | ---------------------------------------------- | ---------------------------------------------- | ---------------------------------------------- |
| Bronze                                         | Inès Boubakri                                  | Fægtning                                       | Kvindernes fleuret                             | 10. august                                     |
| Bronze                                         | Marwa Amri                                     | Brydning                                       | Kvindernes 58 kg fristil                       | 17. august                                     |
| Bronze                                         | Oussama Oueslati                               | Taekwondo                                      | Mændenes 80 kg                                 | 19. august                                     |